# La moglie di Frankenstein
La moglie di Frankenstein (The Bride of Frankenstein) è un film horror gotico del 1935 diretto da James Whale.
In questo secondo capitolo della serie Universal dedicata al mostro di Frankenstein, la creatura presenta una notevole evoluzione psicologica e incomincia a nutrire dei sentimenti umani (cosa già accennata nel primo film) che si sviluppano gradualmente a seguito di una serie di incontri "di crescita" del personaggio. Ne deriva un forte desiderio di affetto e contatto umano che sarà alla base delle ambizioni del mostro di avere una moglie. Alla fine, la creatura acquista una completa consapevolezza di sé e della sua inumanità, e perciò decide di porre fine alla sua esistenza sbagliata e a quella dell'altro essere infelice creato per lui.

## Trama

Una scena del film

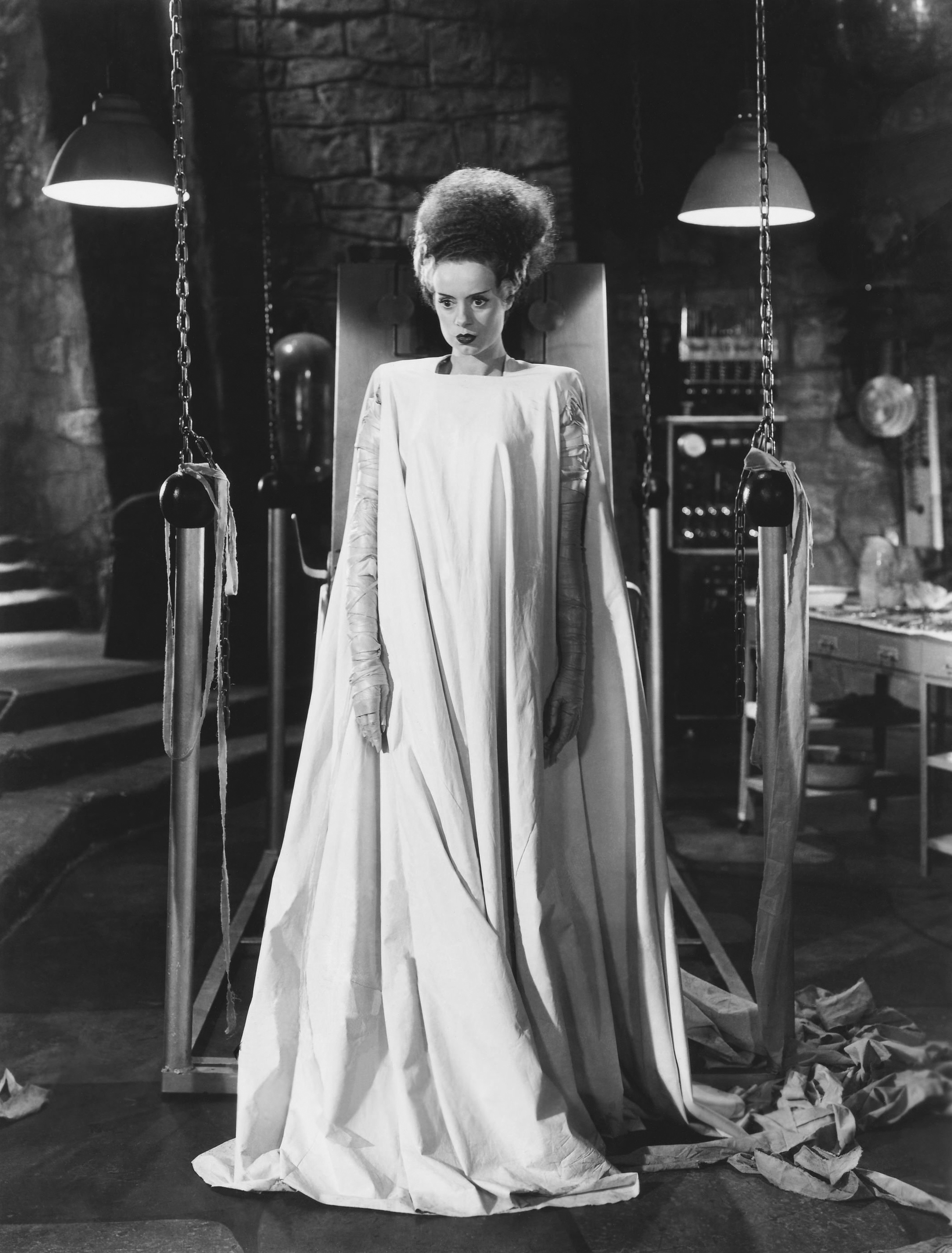
L'iconico aspetto della moglie di Frankenstein nel film

Nel prologo, ambientato in una villa in stile romantico a Ginevra, Mary Shelley narra al marito Percy Bysshe Shelley e all'amico scrittore George Byron l'ipotetico prosieguo ideale del suo romanzo Frankenstein.
La creatura, scampata all'incendio del mulino, continua a vagabondare per le campagne. Il dottor Henry Frankenstein, scampato alla morte, giura alla compagna che mai più avrebbe ripreso i suoi folli esperimenti, ma un giorno il dottor Pretorius, suo antico insegnante, gli fa visita e gli propone di dar vita a una nuova razza di uomini artificiali donando alla creatura una sposa. Il dottor Frankenstein, nonostante sia affascinato dalle miniature viventi di Pretorius, rifiuta di collaborare, ma, dopo che la creatura rapisce sua moglie Elizabeth, è costretto ad accettare.
Nel laboratorio Pretorius e Frankenstein danno vita a una nuova creatura, questa volta di sesso femminile. La prima creatura guarda con affetto la sua nuova compagna, ma essa, scorgendo le fattezze del mostro, grida terrorizzata, scatenando la furiosa disperazione di lui. Frankenstein e sua moglie riescono a fuggire dal laboratorio in fiamme, nel quale però trovano la morte Pretorius e le due creature.

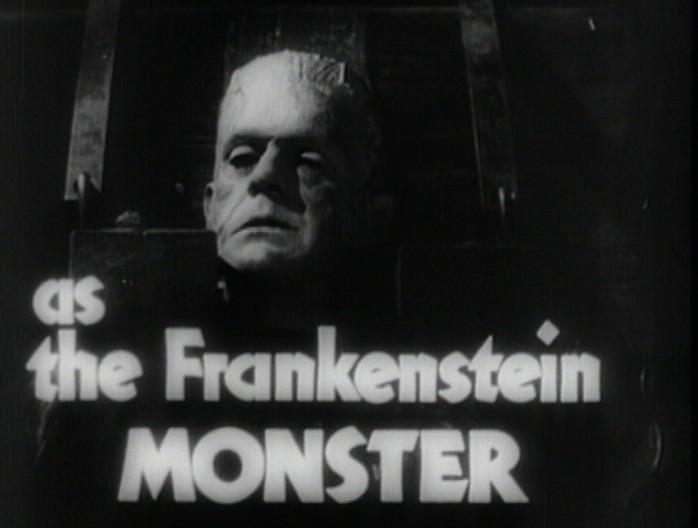
Boris Karloff nella parte del mostro

## Produzione

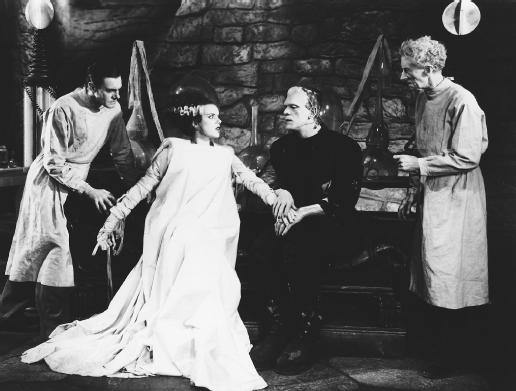
I personaggi (al centro Elsa Lanchester e Boris Karloff) in una scena del film

La Universal prese in considerazione l'idea di girare un sequel di Frankenstein già nel 1931 dopo le prime proiezioni, quando fu deciso di modificare il finale originale del film per far sopravvivere il personaggio di Henry Frankenstein. Inizialmente James Whale si era detto non interessato a dirigere un seguito, credendo di aver già spremuto al massimo l'idea nel primo film. Dopo il successo de L'uomo invisibile, sempre diretto da Whale, il produttore Carl Laemmle Jr. si rese conto che l'uomo era l'unico regista possibile per La moglie di Frankenstein; così il regista si fece forza della situazione per persuadere lo studio a lasciargli girare One More River. Whale credeva che un sequel non avrebbe mai sorpassato l'originale, quindi decise invece di realizzare una memorabile "satira" dell'opera precedente. Inoltre, coadiuvato dallo psichiatra della Universal, decise che "il mostro avrebbe avuto l'età mentale di un bambino di dieci anni e i sentimenti di un ragazzino di quindici".
Lo sceneggiatore Robert Florey scrisse un primo trattamento del film intitolato The New Adventures of Frankenstein - The Monster Lives!, ma il copione venne respinto senza motivazione nel 1932. Lo scrittore dello staff Universal Tom Reed scrisse una seconda sceneggiatura dal titolo The Return of Frankenstein, titolo provvisorio che rimase fino all'inizio delle riprese. Nel 1933, Reed scrisse la versione definitiva del copione che fu sottoposto al vaglio della censura. Esso venne approvato, ma Whale, che all'epoca stava contrattando la sua partecipazione al progetto, ebbe da ridire che era talmente brutto che la "puzza saliva fino al paradiso". L. G. Blochman e Philip MacDonald furono i successivi sceneggiatori ai quali fu assegnato il lavoro, ma Whale trovò difetti anche in quanto da loro scritto e si disse insoddisfatto. Nel 1934, il regista chiese a John L. Balderston di lavorare su una nuova stesura del copione, e fu lui che propose di riprendere l'idea del mostro che vuole una compagna, già presente nel romanzo originale. Nel libro Frankenstein gli crea una "sposa", ma la distrugge senza infonderle la vita. Balderston aggiunse anche il prologo con Mary Shelley. Dopo diversi mesi, Whale non era però convinto del tutto del lavoro di Balderston, e passò il progetto agli autori teatrali William J. Hurlbut ed Edmund Pearson. La sceneggiatura definitiva, combina elementi di tutte le precedenti versioni, e fu sottoposta alla commissione di censura nel novembre 1934.
Secondo alcuni storici del cinema, Bela Lugosi e Claude Rains furono entrambi presi in considerazione per il ruolo del mentore di Frankenstein, il dottor Pretorius; mentre invece per altri la parte fu scritta appositamente per Ernest Thesiger. A causa dei problemi di salute di Mae Clarke, Valerie Hobson la sostituì nel ruolo di Elizabeth, la fidanzata di Henry Frankenstein. All'inizio della produzione, Whale decise che la stessa attrice scritturata per essere la "sposa del mostro" avrebbe interpretato anche Mary Shelley nel prologo del film, per dare un senso di continuità alla storia. Per il ruolo furono prese in considerazione Brigitte Helm e Phyllis Brooks prima che la scelta ricadesse su Elsa Lanchester. La donna, che aveva seguito il marito Charles Laughton a Hollywood, aveva riscosso ben poco successo come attrice mentre invece Laughton aveva avuto un grosso impatto con vari film, inclusi Le sei mogli di Enrico VIII (per il quale vinse un Oscar) e Il castello maledetto, diretto dallo stesso Whale. La Lanchester era tornata da sola a Londra quando Whale la contattò per offrirle il doppio ruolo. Elsa modellò il sibilo della "sposa" sul suono emesso dai cigni. Le venne un forte mal di gola mentre girava la sequenza dove emetteva quel grido sibilante, che Whale volle girare da più angolazioni.
Colin Clive e Boris Karloff ripresero i loro rispettivi ruoli interpretati in Frankenstein, di creatore e creatura. Hobson ricordò come l'alcolismo di Clive fosse peggiorato nel lasso di tempo intercorso tra il primo e il secondo film, ma Whale non volle sostituire l'attore a causa della sua "isterica qualità" di recitazione, ritenuta fondamentale per il film. Karloff protestò fermamente circa la decisione di far parlare il mostro nel nuovo film. Egli pensava che se il mostro aveva avuto un tale impatto sul pubblico, era perché era una creatura inarticolata, triste, senza possibilità di comunicare. Questa decisione significò anche che Karloff non avrebbe potuto rimuovere la propria protesi dentaria, e quindi le guance del mostro non avrebbero avuto lo stesso aspetto emaciato del film originale. James Whale e lo psichiatra dello studio selezionarono 44 semplici parole come vocabolario della creatura. Dwight Frye tornò a interpretare il ruolo dell'assistente del dottor Frankenstein, questa volta un tizio di nome Karl, avendo recitato nella parte del gobbo Fritz ucciso dal mostro nell'originale. Frye girò anche qualche scena nella parte di un anonimo abitante del villaggio che uccide lo zio e poi incolpa il mostro del delitto, ma la parte venne poi tagliata. Nei titoli di testa Elsa Lanchester è accreditata per il ruolo di Mary Wollstonecraft Shelley, ma come fatto in occasione del primo film per Karloff, solo con un punto interrogativo nel ruolo della sposa del mostro.
Il truccatore Jack Pierce pose una particolare attenzione all'aspetto del mostro in questo film. Modificò il trucco da lui ideato nel 1931 per mostrare gli effetti dell'incendio nel quale era rimasta coinvolta la creatura alla fine del precedente film, aggiungendo cicatrici e accorciando i capelli del mostro così che sembrassero bruciacchiati. Con il passare delle riprese, Pierce modificò gradualmente il trucco del mostro per indicare che le sue ferite stavano guarendo. Inoltre creò l'aspetto della "sposa" seguendo i consigli di Whale, specialmente riguardo l'iconica acconciatura, ispirata a Nefertiti, che la creatura doveva possedere. A Elsa Lanchester non piacque lavorare con Pierce, e di lui disse: «Davvero sentiva di aver creato lui questi esseri, come se fosse un dio; ... al mattino si presentava vestito di bianco come se fosse un chirurgo in ospedale pronto per eseguire un'operazione». Per interpretare Mary Shelley, Lanchester indossò un vestito bianco a rete ricamato con paillette a forma di farfalle, stelle e lune, che l'attrice aveva sentito dire era stato realizzato da 17 sarte in 12 settimane.
Whale incontrò a una festa Franz Waxman e gli chiese di scrivere la colonna sonora del film. Waxman compose tre temi musicali distinti: uno per il mostro; uno per la sposa; e uno per Pretorius. La partitura termina, dietro suggerimento di Whale, con un forte accordo dissonante, per rendere l'idea che l'esplosione vista alla fine del film fosse così potente da danneggiare anche il cinema dove veniva proiettato. Constantin Bakaleinikoff diresse un'orchestra composta da 22 elementi e registrò l'intera colonna sonora in una singola sessione della durata di nove ore.

## Riprese
Le riprese incominciarono il 2 gennaio 1935, con un budget stimato di 293 750 dollari (più o meno lo stesso budget del primo film). Il primo giorno di riprese, Karloff si fratturò un fianco, rendendo necessario l'impiego di una controfigura. Anche Clive si ruppe una gamba durante la lavorazione della pellicola. Le riprese terminarono il 7 marzo 1935. La lavorazione del film sforò di una decina di giorni dalla tabella di marcia perché Whale si era rifiutato di girare fino a quando Oliver Peters Heggie non fosse stato disponibile per interpretare l'eremita. Con un costo complessivo finale di 397 023 dollari, La moglie di Frankenstein superò di oltre 100 000 dollari il budget iniziale. Nel finale originale, Henry moriva nel castello durante l'esplosione finale. Quando Whale rigirò la scena per salvare il personaggio e avere un lieto fine, ci si dimenticò di eliminare del tutto alcune inquadrature dove Clive è visibile nel laboratorio che sta crollando. Nelle fasi di montaggio, Whale ridusse la durata della pellicola dagli iniziali 90 minuti a 75, e rigirò e rimontò il finale solo pochi giorni prima della presentazione ufficiale del film.

## Censura

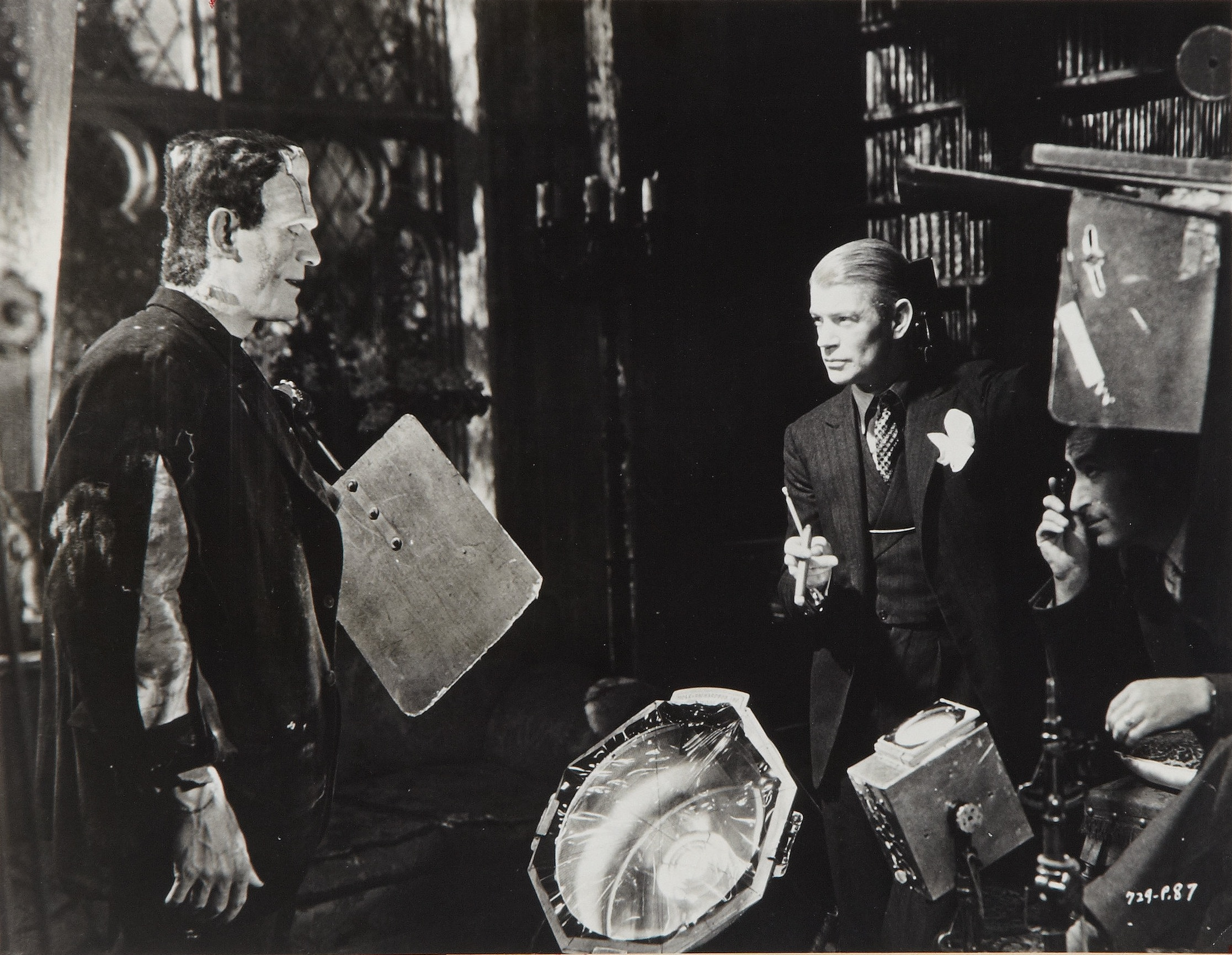
Boris Karloff, il regista James Whale, e il direttore della fotografia John J. Mescall sul set di La moglie di Frankenstein (1935)

Come anche il suo predecessore Frankenstein del 1931, la pellicola subì molti tagli da parte della censura, sia durante la produzione a causa del codice Hays sia quando venne distribuita nelle sale. Joseph Breen, censore capo della commissione Hays, ebbe da ridire su alcune battute presenti nel copione dove Henry Frankenstein e il suo operato erano paragonati a quello di Dio. Le lamentele su tale dialogo proseguirono anche nei copioni revisionati, oltre alle riserve espresse verso una scena nella quale il mostro giunge in un cimitero e nei pressi di una tomba, scorge un crocefisso e cerca di "salvare" la figura di Gesù dalla croce. Breen criticò anche i troppi omicidi presenti nel film e impose a Whale di ridurne il numero. L'ufficio della censura, dopo aver esaminato il film nel marzo 1935, richiese ulteriori tagli. Whale accettò di eliminare una scena dove un personaggio uccide il proprio zio e poi incolpa il mostro, e anche alcune inquadrature di Elsa Lanchester come Mary Shelley dove la sua scollatura era troppo evidente. Curiosamente, nonostante le sue iniziali obiezioni, Breen non ebbe nulla contro le ricorrenti immagini di croci presenti nel film, inclusa una scena con il mostro, flagellato come Cristo a un palo, o circa la rappresentazione velatamente omosessuale del personaggio di Pretorius.
Negli Stati Uniti il film ricevette il visto censura il 15 aprile 1935 ma nonostante ciò, quando venne distribuito al cinema ebbe problemi con la commissione di censura dello Stato dell'Ohio. Censori inglesi e cinesi protestarono contro la scena dove il mostro osserva con cupidigia il corpo della sua futura sposa quando ella è ancora cadavere, accusando il tutto di necrofilia. La Universal ritirò volontariamente il film dai cinema svedesi a causa dei troppi tagli richiesti che avrebbero snaturato l'opera, mentre il film venne proibito del tutto a Trinidad & Tobago, in Palestina e in Ungheria. Un'ulteriore obiezione arrivò da parte della censura giapponese riguardo alla scena dove Pretorius mostra la sua miniatura di Enrico VIII, affermando che era irrispettosa e passibile dell'accusa di lesa maestà perché "si prendeva gioco di un re". In Italia il film uscì solo nel 1939 e pesantemente tagliato.

## Accoglienza e critica
La moglie di Frankenstein fu un successo finanziario per la Universal Pictures, con un resoconto datato 1943 che riportava un incasso di 2 milioni di dollari dell'epoca (circa 29 milioni attuali) a favore dello studio, con un profitto di circa 950 000 dollari (13,8 milioni di dollari del 2019). Il film fu incensato dalla critica alla sua uscita, anche se alcuni recensori espressero qualche riserva in generale sui film horror. Il New York World-Telegram definì la pellicola "un ottimo intrattenimento nel suo genere". Il New York Post lo descrisse: "una storia grottesca e raccapricciante, che, nel suo genere, se la cava alla grande". In maniera simile The Hollywood Reporter definì il film "una gioia per chi è in grado di apprezzarlo".
A proposito del film, Variety scrisse: "[È] uno di quei rari casi in cui nessuno può recensirlo o parlarne, senza menzionare il cameraman, l'art director e il compositore con lo stesso riguardo degli attori e del regista". La recensione proseguì elogiando il cast, scrivendo: "Karloff riesce a investire il personaggio di alcune sottigliezze emotive che sono sorprendentemente reali e commoventi; ... Thesiger nel ruolo del Dottor Pretorious [è] una vera caratterizzazione diabolica se mai ce n'è stata una; ... Lanchester centra due obiettivi, interpretando nel preambolo l'autrice Mary Shelley e poi la sposa del mostro. E in quest'ultimo ruolo impressiona notevolmente".
Time scrisse che il film possedeva "una vitalità che lo rende efficace quanto l'originale"; ... e che "gli sceneggiatori Hurlbut & Balderston e il regista James Whale hanno dato il giusto tocco macabro che un buon film horror deve avere, sostituendo uno strano tipo di pathos meccanicistico al male puro che era il Frankenstein del 1931". L'Oakland Tribune lo recensì definendolo "una fantasia prodotta sontuosamente in grande stile, con eccellenti scenografie e raffinati effetti visivi". Il recensore del Winnipeg Free Press lodò la pellicola come "eccitante e talvolta morbosamente raccapricciante", e concluse scrivendo: "Tutti quelli che hanno gradito Frankenstein ameranno La moglie di Frankenstein come suo degno successore". The New York Times definì Karloff "splendido nel ruolo del mostro, tanto da esserne l'incarnazione definitiva".
La reputazione del film non è scemata con il passare degli anni, anzi si può dire sia migliorata e la pellicola viene ora definita un cult movie. Sul sito web Rotten Tomatoes ha un indice di gradimento del 100% basato su 41 recensioni da parte di critici professionisti, con un punteggio complessivo di 9.1 su 10. Time ha recentemente inserito La moglie di Frankenstein nella sua lista "ALL-TIME 100 Movies", in cui i critici Richard Corliss e Richard Schickel definirono il film "uno dei rari sequel infinitamente superiori al loro predecessore". Nel 2008, La moglie di Frankenstein è stato selezionato dalla rivista Empire come uno dei 500 Greatest Movies of All Time. Sempre nel 2008, il Boston Herald lo definì il secondo miglior horror di tutti i tempi dopo Nosferatu di Murnau. Nel 2016, James Charisma di Playboy posizionò il film in settima posizione nella lista 15 Sequels That Are Way Better Than The Originals. Anche Entertainment Weekly considera il film superiore a Frankenstein. Rudy Salvagnini nel suo Dizionario dei film horror dà cinque stellette al film, il massimo dei voti, definendo l'opera un "capolavoro assoluto" e "un film indimenticabile che non ha perso nulla del suo fascino".

## Riconoscimenti
Nel 1998 il film è stato scelto per la conservazione nel National Film Registry della Biblioteca del Congresso degli Stati Uniti.

## Interpretazioni

### Simbologia cristiana
Nel film sono presenti numerosi riferimenti al simbolismo del Cristianesimo. In aggiunta alle scene dove il mostro viene legato e immobilizzato in una posa che ricorda una crocifissione, e alla presenza della figura crocifissa di Cristo nel cimitero; l'eremita in stile Nuovo Testamento incontrato dal mostro, ha un crocefisso appeso al muro della sua casa – che, con grande costernazione di Whale, il montatore Ted Kent fece risplendere durante una dissolvenza – e il mostro consuma il sacramento eucaristico del pane e del vino durante la sua "ultima cena" con l'eremita. Lo studioso di film horror David J. Skal suggerisce che l'intenzione di Whale era di fare "un diretto confronto tra il mostro di Frankenstein e Cristo". Lo studioso di cinema Scott MacQueen, adducendo l'assoluta mancanza di qualsiasi convinzione religiosa da parte di Whale, non è d'accordo che il mostro sia una trasposizione simbolica del Cristo. Piuttosto, secondo lui, la creatura sarebbe una "parodia del divino", essendo stata creata dall'uomo e non da Dio. Crocifiggendo il mostro, egli afferma, "Whale sovverte le convinzioni religiose degli spettatori" invertendo il concetto cristiano della morte di Cristo seguita dalla sua resurrezione. Il mostro, prima resuscita dai morti, e poi viene crocifisso, non il contrario.

### Interpretazione omosessuale
Nei decenni successivi all'uscita del film, parte della critica cinematografica moderna ha fatto notare una possibile lettura omosessuale dell'opera. Il regista James Whale era dichiaratamente gay, e alcuni degli attori del cast, inclusi Ernest Thesiger e Colin Clive, si presume fossero anch'essi omosessuali o bisessuali. Sebbene James Curtis, il biografo di Whale, respinga l'ipotesi che il regista si identificasse con il mostro da un punto di vista omosessuale, alcuni critici hanno percepito un sottotesto gay nel film, soprattutto una sensibilità "camp", incarnata dal personaggio del dottor Pretorius e dalla sua relazione con Henry, suo discepolo.
Lo storico del cinema LGBT Vito Russo, a proposito di Pretorius, non ha dubbi che sia un personaggio omosessuale, una sorta di "Mefistofele gay", una figura di seduzione e tentazione, che si spinge fino al punto di separare Henry Frankenstein dalla moglie la prima notte di nozze per trascinarlo a compiere un atto contro natura come creare la vita da una materia inerte. Una trasposizione letteraria del film pubblicata in Gran Bretagna rende ancora più esplicita la connotazione gay del personaggio di Pretorius facendogli dire [rivolto ai coniugi Frankenstein]: «Crescete e moltiplicatevi, obbediamo all'imperativo biblico. Ovviamente, voi avete questa possibilità naturale; per me invece, temo che non ci sia altra scelta se non il metodo scientifico».
Il mostro, il cui sentimento di affetto per l'eremita uomo e per la promessa sposa donna egli definisce con la stessa parola ("amico"), è stato visto come un indizio di bisessualità o di sessualità incerta. La scrittrice Elizabeth Young scrisse: "Lui [il mostro] non comprende la diversa natura dei rapporti interpersonali, non capisce che il sentimento di attrazione verso la sua sposa è diverso dal sentimento di amicizia che prova per l'eremita o nei confronti di Pretorius, che cioè possiede una differente valenza sessuale. Per esso tutti i rapporti affettivi hanno la stessa importanza, che siano amicizie o relazioni sessuali.
Il regista Curtis Harrington, amico e confidente di Whale, liquidò queste interpretazioni come "sciocchezze", dichiarando che James non avrebbe mai coscientemente inserito tali messaggi subliminali in una grande produzione hollywoodiana dell'epoca. Aggiunse infine che l'unica nota che possa definirsi vagamente gay presente nel film, può essere un certo senso dell'umorismo "camp", ma nulla di più. Il compagno di Whale, David Lewis, dichiarò che l'orientamento sessuale del regista non influiva assolutamente sul suo lavoro, e aggiunse: «Jimmy era prima di tutto un professionista e un artista, e i suoi film rappresentano il lavoro di un artista; non di un artista gay, ma solo di un artista e basta».

## Influenza culturale

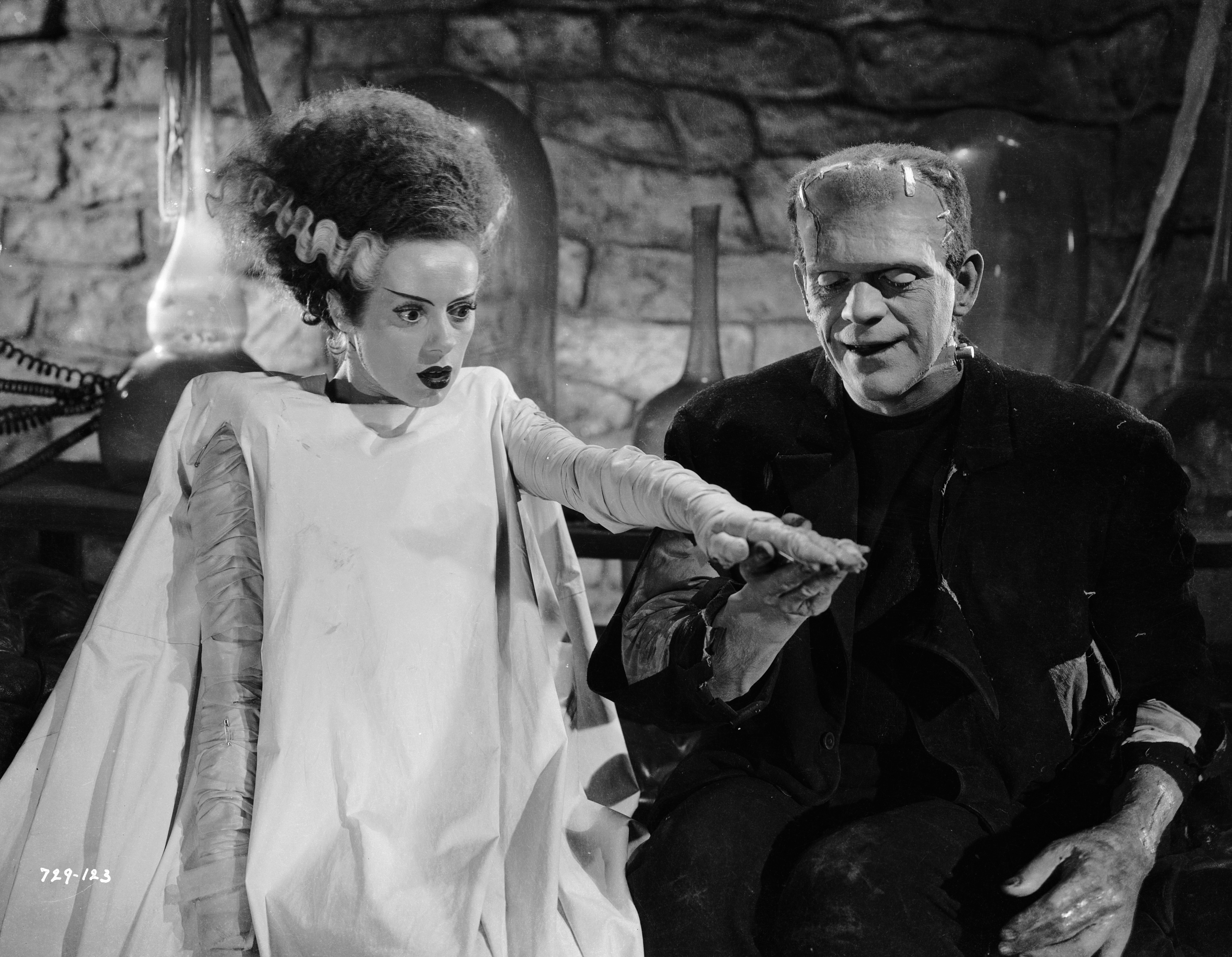
Elsa Lanchester e Boris Karloff in La moglie di Frankenstein. L'acconciatura della "sposa", con le frezze bianche ai lati, è diventata un'icona sia del personaggio sia del film stesso.

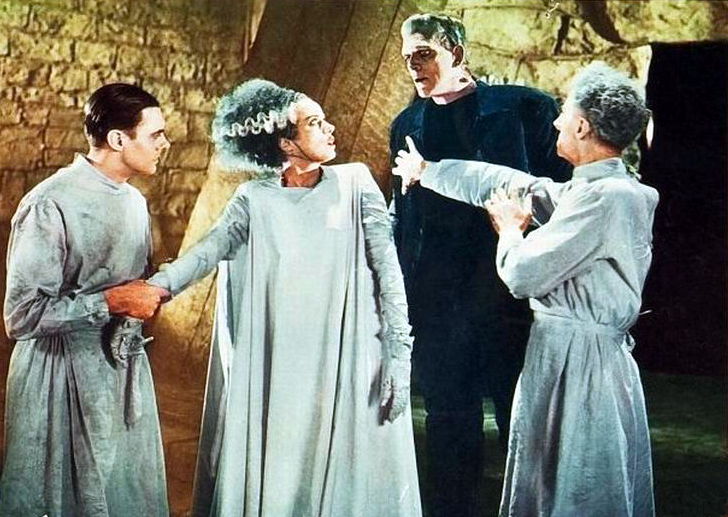
Immagine colorata successivamente

- Nel film La donna esplosiva (1985) si può notare che i due protagonisti si convincono di creare la donna dei loro sogni al computer proprio dopo aver visto La moglie di Frankenstein in televisione.
- Nel film La sposa di Chucky (1998), Chucky dà vita alla sua compagna sotto forma di bambola, dopo aver ucciso Tiffany (sua fidanzata da vivo) gettando nella vasca da bagno il televisore che lei stava guardando proprio mentre trasmetteva il film La moglie di Frankenstein.
- È basato su questo film il videoclip di Brennende Liebe (ted. "Amore che brucia"), secondo singolo (2004) tratto dall'ottavo album Wahrheit oder Pflicht del gruppo musicale industrial metal tedesco OOMPH!.
- In The Rocky Horror Picture Show (1975), Magenta, una delle protagoniste, nella scena finale del film indossa la stessa parrucca della moglie di Frankenstein
- Nel film Frankenstein Junior (1974), parodia di tutta la serie, Elizabeth, fidanzata del dottor Frederick Frankenstein, viene rapita dalla creatura e per lo spavento assume un'acconciatura identica a quella della moglie di Frankenstein; nel finale, infatti, sposa proprio la creatura ormai divenuta normale. Anche in questo film, inoltre, il mostro incontra un cieco compassionevole, ben disposto verso di lui; ma proprio la cecità sarà all'origine di diverse gag (con la creatura come paziente e impaurita vittima), anziché di una crescita spirituale.
- In Frankenweenie (1984) Sparky, un cane riportato in vita come Frankenstein, si innamora di una barboncina con un'acconciatura che ricorda quella della moglie di Frankenstein.
- Nella serie tv Penny Dreadful (terza stagione) vi è una rinarrazione della storia: il giovane dottor Frankenstein (Harry Treadaway) porta in vita una donna (Billie Piper) costretto dalla creatura (Rory Kinnear), che vorrebbe farne la sua compagna.

## Edizioni home video
Negli Stati Uniti Bride of Frankenstein venne pubblicato in formato VHS nel 1992 come parte della "Classic Monster Collection" degli Universal Studios. Nel 2004, la Universal distribuì Bride of Frankenstein in formato DVD come parte della "Universal Legacy Collection".

### Edizione italiana
Nell'edizione in DVD della Universal il doppiaggio italiano è completamente rifatto, così come nel Blu-ray Disc della stessa casa. Solo il DVD prodotto dalla Sinister Film contiene ancora il doppiaggio originale e la versione integrale del film. L'edizione italiana originale del 1939 fu tuttavia privata di molte scene - probabilmente per censura - che di conseguenza non furono doppiate.

## Remake
Gli Universal Studios tentarono di rifare La moglie di Frankenstein in diverse occasioni. Mentre il romanzo Frankenstein fu adattato diverse volte per il cinema, La moglie di Frankenstein fu oggetto di una seconda trasposizione solo nel 1985, nel film La sposa promessa, diretto da Franc Roddam, con interpreti Sting nel ruolo del barone Frankenstein e Jennifer Beals nella parte della sposa della creatura, di cui lo scienziato finirà per innamorarsi.
Nel 1991, la casa di produzione prese in esame la realizzazione di un rifacimento per la televisione via cavo. In aggiunta, Martin Scorsese si disse interessato alla regia.
A metà 2000, la Universal in collaborazione con Imagine Entertainment mise sotto contratto Shari Springer Berman e Robert Pulcini per scrivere il rifacimento. Il duo ambientò la storia nel mondo contemporaneo a New York. Jacob Estes fu anche coinvolto a un certo punto nel progetto e stese una bozza.
Nel giugno 2009, un nuovo film fu messo sotto la guida del produttore Brian Grazer, e Neil Burger e Dirk Wittenborn furono contattati rispettivamente come regista e sceneggiatore da Universal e Imagine.